# Pembroke (Nouvelle-Zélande)
Pembroke est une localité de l'intérieur de la région de Taranaki, dans l'ouest de l'île du Nord de la Nouvelle-Zélande.

## Situation
Elle est localisée à environ 5 km au nord-ouest de la ville de Stratford  , ..

## Population
La population de la zone statistique de Pembroke était de 1 203 habitants lors du recensement de 2006 en diminution de 15 résidents par rapport à celui de 2001.
La zone statistique couvre une large région vers l'ouest de Stratford, et pas seulement le village de Pembroke .

## Éducation
L’école de Pembroke School  est une école mixte assurant tout le primaire (allant de l'année 1 à 8 ) avec un  taux de décile de 6 et un effectif de 43 élèves .